# Lige i dag
|  | Denne artikel er oprettet af botten PalnaBot ud fra en ekstern database. Den kan derfor have sproglige fejl eller mangler. Denne skabelon kan fjernes efter kontrol af indholdet. |

Lige i dag er en dansk kortfilm fra 2002 skrevet og instrueret af Dennis Petersen.